# Woollahra
Municipality of Woollahra is een Local Government Area (LGA) in Australië in de staat New South Wales en behoort tot de agglomeratie van Sydney. Municipality of Woollahra telt 55.228 inwoners. De hoofdplaats is Double Bay.